# Acrapex carnea
Acrapex carnea  là một loài bướm đêm thuộc họ Noctuidae. Nó được tìm thấy ở Châu Phi, bao gồm Nam Phi.
Sải cánh dài 28–30 mm.